# Fotbalový stadion Jeseník nad Odrou
Fotbalový stadion Jeseník nad Odrou je fotbalový stadion, nacházející se v moravské obci Jeseník nad Odrou, okrese Nový Jičín v Moravskoslezském kraji. Své domácí zápasy zde hraje fotbalový klub TJ Slavoj Jeseník nad Odrou. 

## Popis
Maximální kapacita stadionu je 2000 stojících a 200 sedících diváků. Stadion je bez umělého osvětlení. Rozměry stadionu jsou 103×67 m. Rozloha stadionu činí 7000 m². Povrch stadionu je tvořen přírodním trávníkem, je zde jedná krytá tribuna. Přístup na stadion je bariérový. Provozovatelem stadionu je fotbalový klub TJ Slavoj Jeseník nad Odrou, majitelem je obec Jeseník nad Odrou. Stadion splňuje podmínky maximálně pro oblastní soutěže.